# 真蜥鱷科
真蜥鱷科（學名：Teleosauridae）是群海生鱷類，外型類似現代長吻鱷，生存於侏羅紀早期到白堊紀早期。牠們擁有長口鼻部，顯示食魚為生。最親近物種是地蜥鱷科，地蜥鱷科也是中生代鱷類，重返海洋中並演化出槳狀前肢與類似魚的尾巴。

## 地理分佈
真蜥鱷科的分佈相當廣泛，包含：非洲的衣索比亞、馬達加斯加與摩洛哥、歐洲的英格蘭、法國、德國、葡萄牙、瑞士、義大利與俄羅斯、北美洲奧勒岡州、南美洲阿根廷、印度、可能還有中國。